# 鄂托克龍屬
鄂托克龍屬（學名：Otogosaurus）是蜥腳下目恐龍的一屬。模式種為薩茹拉鄂托克龍（O. sarulai），是在2004年由中國古生物學家趙喜進描述、命名的。屬名是取自化石發現地中國內蒙古的鄂托克旗，而種小名則是以當地的萨茹拉牧民來命名。

## 古生物學
薩茹拉鄂托克龍的化石是發現於中國內蒙古，被推測是草食性恐龍。牠約有15公尺長。牠的化石包括腳掌及右股骨，以及一些其他的骨頭。這些化石是屬於8000萬年前的白堊紀時期。從骨骼的結構得知，牠有強壯的腰及背部，而後肢較前肢長。鄂托克龍生活於鄰近湖泊及植物的環境。化石發現處的附近也發現足跡化石。

## 外部連結
- 恐龍博物館──鄂托克龍
- Largest shank fossil of dinosaur recovered in Inner Mongolia （页面存档备份，存于）